# Instytut „Centrum Zdrowia Matki Polki”

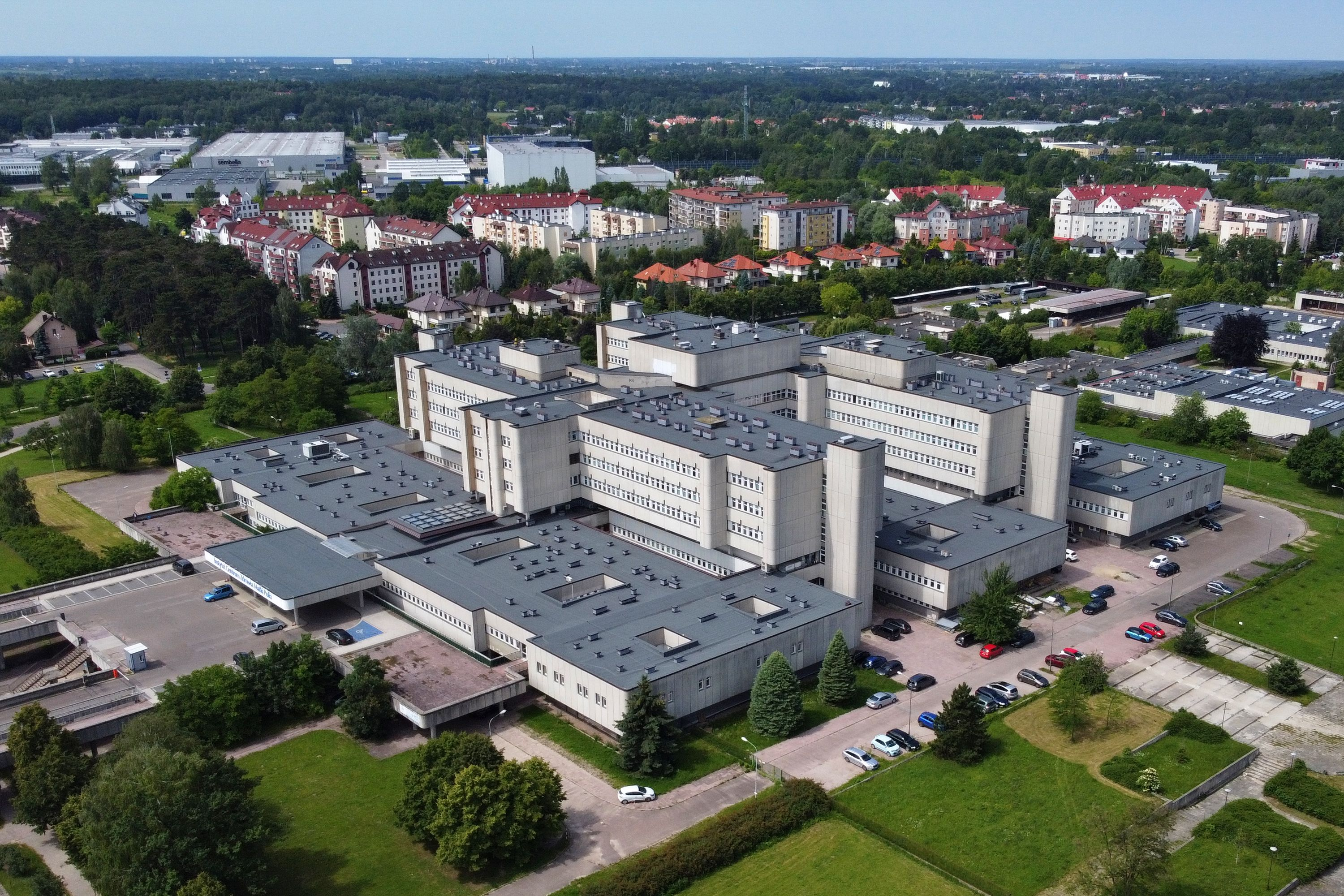
Szpital Ginekologiczno-Położniczy ICZMP

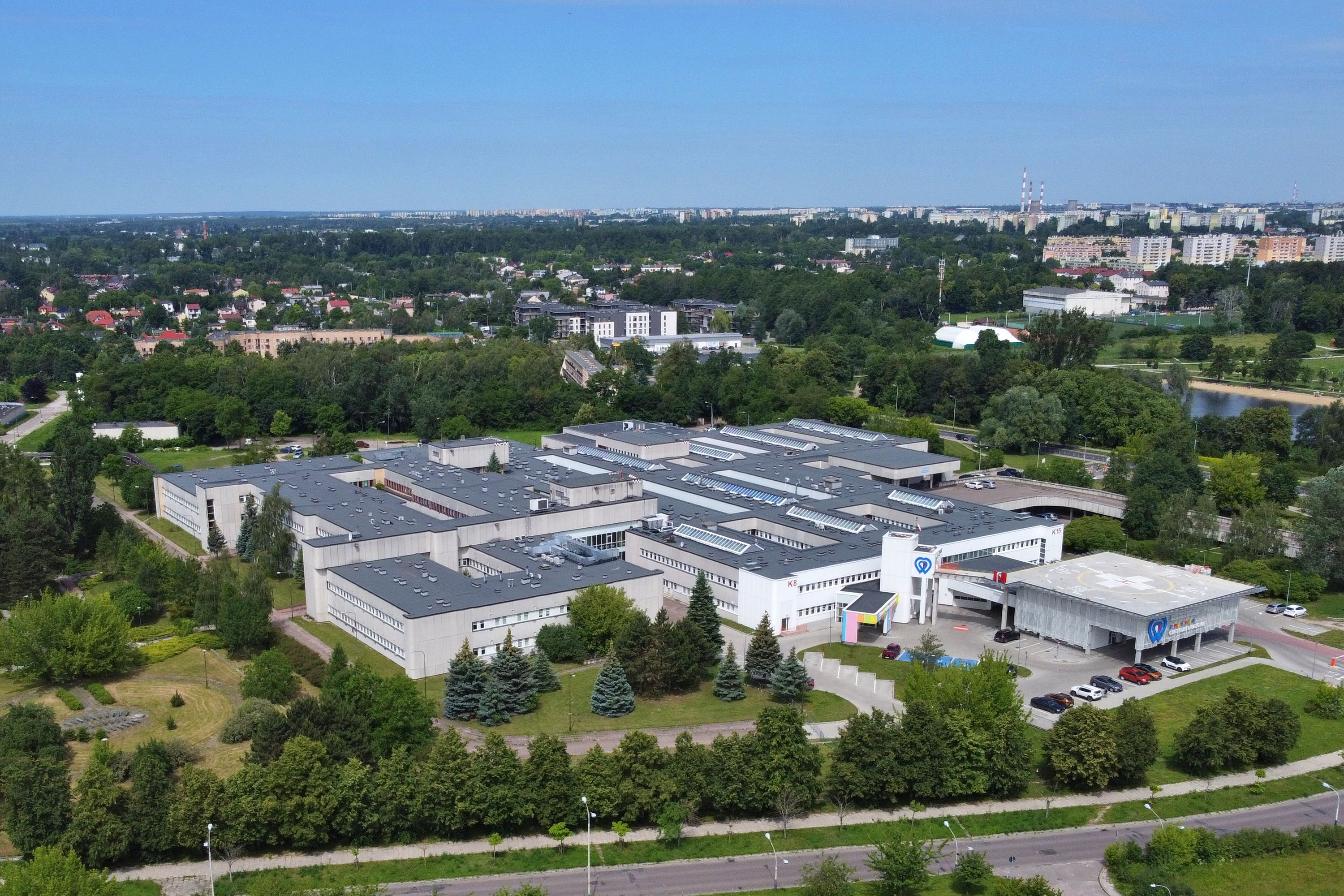
Szpital Pediatryczny ICZMP

Instytut „Centrum Zdrowia Matki Polki” (ICZMP, CZMP, Instytut CZMP) w Łodzi – jeden z największych wysokospecjalistycznych ośrodków medycznych w Polsce i wiodący ośrodek referencyjny (trzeciego stopnia) w zakresie położnictwa i neonatologii, ginekologii oraz pediatrii.
Placówka jest zespołem dwóch szpitali: ginekologiczno-położniczego i pediatrycznego, zapewniających możliwość kompleksowej opieki i oferujących usługi nie tylko w zasięgu lokalnym, ale również w skali całej Polski. CZMP jest jedynym ośrodkiem w Polsce realizującym diagnostykę i leczenie płodu, noworodka i dziecka. Jest też jedynym ośrodkiem w Polsce, który ratuje noworodki z ciężką niewydolnością oddechową przy pomocy tzw. ECMO, czyli krążenia pozaustrojowego.
Ze względu na swój wielodyscyplinarny charakter, Instytut zapewnia wszechstronną opiekę nad kobietami z ciężką patologią położniczą.
CZMP jest też uznawanym ośrodkiem medycznym, który specjalizuje się w kardiologii i kardiochirurgii dziecięcej. W celu zapewnienia kompleksowej opieki nad pacjentami przechodzącymi z etapu dzieciństwa do dorosłości utworzono Klinikę Kardiologii i Wad Wrodzonych Dorosłych. Klinika ta zajmuje się również leczeniem chorób układu krążenia u innych specyficznych grup pacjentów, w tym u kobiet w ciąży.

## Historia
8 marca 1983 ówczesny Prezes Rady Ministrów Wojciech Jaruzelski podczas spotkania z włókniarkami z Zakładów Przemysłu Bawełnianego im. Obrońców Pokoju poinformował, że w Łodzi powstanie pomnik – szpital, Centrum Zdrowia Matki-Polki. Już 12 marca 1983 powołano 130-osobową Radę Obywatelską Budowy Pomnika-Szpitala Centrum Zdrowia Matki Polki. Jej sekretarzem generalnym został prezydent Łodzi Józef Niewiadomski, a przewodniczącym Zenon Komender. W jej skład weszli też m.in.: Michał Janiszewski i Józef Baryła, a także Tadeusz Szelachowski. Stworzenie projektu architektonicznego zlecono Januszowi Wyżnikiewiczowi. Zdecydowano również w niedalekiej odległości od kompleksu wybudować osiedle dla jego pracownic i pracowników, za którego projekt odpowiadała Danuta Walter. Osiedle składa się z 10 czterokondygnacyjnych bloków swobodnie rozmieszczonych wśród zieleni.
W betonowych fundamentach Kliniki Położnictwa i Ginekologii wstawiono metalową tubę, wykonaną przez pracowników łódzkiej Fabryki Transformatorów i Aparatury Trakcyjnej Elta. Wewnątrz tuby umieszczono akt erekcyjny dotyczący budowy szpitala.
25 maja 1985 plac budowy szpitala odwiedzili Rubensa de Falco i Lucelii Santos, gwiazdy popularnej wówczas w Polsce telenoweli Niewolnica Isaura. Tłum ludzi chcących spotkać się z aktorską parą miał wówczas sforsować zabezpieczającą bramę.
W ostatnich dniach przed uroczystym otwarciem CZMP, na terenie budowy pracowało codziennie niemal 2 tys. osób. Fundusze na realizację inwestycji, poza państwowym finansowaniem, były wspierane przez zbiórki w zakładach pracy, szkołach oraz poprzez darowizny indywidualnych osób. Wśród przekazywanych darów znajdowały się złota biżuteria, obrazy oraz waluty. Na konto budowy wpłynęły łącznie 4 miliardy złotych, 1,8 miliona dolarów oraz 320 tysięcy rubli. Polonia amerykańska zebrała 560 tysięcy dolarów, a Polacy zatrudnieni w Iraku przekazali 69 tysięcy złotych. Dodatkowo, w honorowym banku krwi na rzecz szpitala zdeponowano 11 tysięcy 264 litry tego cennego daru.
CZMP został otwarty 26 maja 1988. Tego samego dnia odsłonięto stojący przed Instytutem pomnik Macierzyństwo. W 1991 oddano do użytku sanitarne lądowisko. Zostało wpisane do ewidencji lądowisk Urzędu Lotnictwa Cywilnego pod numerem 16.
Od 16 września 1997 działa jako instytut podlegający bezpośrednio Ministerstwu Zdrowia.
W 2020 zakończono budowę Szpitalnego Oddziału Ratunkowego połączonego z Centrum Urazowym i zintegrowanego z nowym, całodobowym lądowiskiem dla śmigłowców Lotniczego Pogotowia Ratunkowego. Zostało wpisane do ewidencji lądowisk Urzędu Lotnictwa Cywilnego pod numerem 492 i nazwą „ICZMP Łódź – Szpital”.

## Struktura instytutu
Szpital podzielony jest na budynek A oraz B.

### Szpital Ginekologiczno-Położniczy
W budynku A mieście się Szpital Ginekologiczno-Położniczy. W jego skład wchodzi 18 poradni:
- Poradnia Patologii Noworodka
- Poradnia Chirurgii Onkologicznej i Chorób Sutka
- Poradnia Diagnostyki i Leczenia Niepłodności
- Poradnia Genetyczna
- Program Badań Prenatalnych
- Poradnia Endokrynologii dla dzieci i dla dorosłych
- Poradnia Ginekologii i Chorób Menopauzy
- Poradnia Ginekologii Dziecięcej i Wieku Rozwojowego
- Poradnia Ginekologii Onkologicznej i Patologii Szyjki Macicy
- Poradnia Kardiologiczna dla Dorosłych z Wrodzonymi Wadami Serca
- Poradnia Leczenia Bólu
- Poradnia Metaboliczna dla dzieci i dla dorosłych
- Poradnia Diabetologii dla dzieci i dla dorosłych
- Poradnia Onkologii Klinicznej
- Poradnia Leczenia Osteoporozy dla dzieci i dla dorosłych
- Poradnia Perinatologii i Ginekologii
- Poradnia Położnicza i Patologii Ciąży
- Poradnia Wrodzonych Wad Metabolicznych u dzieci

W ramach Szpitala Ginekologiczno-Położniczego działa 11 klinik:
- Klinika Chirurgii Onkologicznej i Chorób Piersi;
- Klinika Ginekologii Operacyjnej i Ginekologii Onkologicznej
- Klinika Ginekologii Operacyjnej, Endoskopowej i Ginekologii Onkologicznej
- Klinika Endokrynologii i Chorób Metabolicznych
  - Pododdział Endokrynologii dla Dorosłych,
  - Pododdział Endokrynologii Dziecięcej,
- Klinika Kardiologii i Wad Wrodzonych Dorosłych
  - Pododdział Niewydolności Serca,
  - Pracownia Badań nad Niewydolnością Serca,

- Klinika Ginekologii, Rozrodczości i Terapii Płodu oraz Diagnostyki i Leczenia Niepłodności
- Klinika Onkologii;
- Klinika Ginekologii, Ginekologii Onkologicznej i Leczenia Endometriozy;
- Dział Przyjęć A
  - Sekcja Depozytów Odzieży Chorych.
- Klinika Położnictwa i Ginekologii
  - Pododdział Noworodków I,
  - Szkoła Rodzenia,
- Klinika Perinatologii, Położnictwa i Ginekologii
  - Pododdział Noworodków II,
  - Pracownia Prenatalnej Diagnostyki Płodowo- Matczynej,
- Klinika Neonatologii, Intensywnej Terapii i Patologii Noworodka
  - Bank Mleka Kobiecego,
    - Centrum Badań nad Mlekiem Kobiecym i jego Preparatami

  - Pracownia Echokardiografii Funkcjonalnej Noworodka.
- Samodzielna Sekcja Serologii Transfuzjologicznej;
- Psycholog Kliniczny
- Blok Operacyjny Ginekologiczno- Położniczy
- Blok Porodowy

### Szpital Pediatryczny
W budynku B mieście się Szpital Pediatryczny. W jego skład wchodzi 9 poradni:
- Poradnia Kardiologiczna dla dzieci
- Poradnia Neurochirurgii dla dzieci
- Poradnia Alergologiczna dla dzieci
- Poradnia Audiologiczna dla dzieci
- Poradnia Chirurgii dziecięcej
- Poradnia Neurologiczna dla dzieci
- Poradnia Ortopedyczna dla dzieci
- Poradnia Otolaryngologiczna dla dzieci
- Poradnia Urologiczna dla dzieci

W ramach Szpitala Ginekologiczno-Położniczego działa 12 klinik:
- Dział Przyjęć B
- Szpitalny Oddział Ratunkowy z Pediatrycznym Centrum Urazowym i lądowiskiem
- Klinika Gastroenterologii, Alergologii i Pediatrii
- Pododdział Gastroenterologii
- Pracownia Endoskopowi
- Pracownia Oceny Aktywności Disacharydaz rąbka szczoteczkowego jelita cienkiego
- Klinika Kardiologii
  - Pracownia Zaburzeń Rytmu i Prób Wysiłkowych
  - Samodzielna Pracownia Hemodynamiki
  - Pracownia Hemodynamiki dla dzieci
  - Pododdział Intensywnego Nadzoru Kardiologicznego
- Klinika Kardiochirurgii
- Klinika Chirurgii i Urologii Dziecięcej
  - Pracownia przy Ośrodku Leczenia Wad Rozwojowych Płodu
- Klinika Neurochirurgii
- Klinika Ortopedii i Traumatologii z Pododdziałem Chirurgii Ręki dla Dzieci
- Klinika Otolaryngologii
  - Pracownia Badań Otoneurologicznych
- Klinika Neurologii Rozwojowej i Epileptologii
- Klinika Okulistyki
- Klinika Intensywnej Terapii i Wad Wrodzonych Noworodków i Niemowląt
- Klinika Pediatrii, Immunologii i Nefrologii
  - Pododdział Nefrologii dla Dzieci
  - Pododdział Dializoterapii
  - Pracownia Nadciśnienia Tętniczego i Chorób Sercowo Naczyniowych
  - Pododdział Nefrologii
  - Zespół Domowej Dializoterapii Otrzewnowej
- Klinika Anestezjologii i Intensywnej Terapii Medycznej
  - Pododdział Anestezjologii i Intensywnej Terapii Pediatrycznej B
  - Oddział Anestezjologii i Intensywnej Terapii
  - Pododdział Anestezjologii i Intensywnej Terapii A
- Blok Operacyjny Pediatrycznych